# Dźwiersztyny
Dźwiersztyny [pronunciación en polaco: /d͡ʑvjɛrʂˈtɨnɨ/] (en alemán: Schwirgstein) es un pueblo ubicado en el distrito administrativo de Gmina Pasym, dentro del Condado de Szczytno, Voivodato de Varmia y Masuria, en Polonia del norte.
Se encuentra aproximadamente a 6 kilómetros al sur de Pasym, a 12 kilómetros al oeste de Szczytno, y a 30 kilómetros al sureste de la capital regional Olsztyn.